# بلک مونتاین رنچ (سن دیگو)
بلک مونتاین رنچ (به انگلیسی: Black Mountain Ranch) یک منطقهٔ مسکونی در ایالات متحده آمریکا است که در سن دیگو، کالیفرنیا واقع شده‌است. مساحت بلک مونتاین ۵۱۰۰ هکتار (۲۱کیلومتر مربع) است و در شمال رانچو پناسکویتوس وتوری هایلندز، جنوب دره سانتافه، شرق فیربنکس رنچ و رنچو سنتا فی و در غرب فور اس رنچ، کالیفرنیا واقع شده‌است.